# Дасаолу, Джеймс
Джеймс Дасаолу (англ. James Dasaolu; 5 сентября 1987, Лондон) — британский легкоатлет, чемпион Европы 2014 года на дистанции 100 метров, вице-чемпион Европы в помещении в беге на 60 метров.

## Карьера
В 2010 году Джеймс стал полуфиналистом чемпионата Европы в Барселоне в беге на 100 метров.
На Олимпиаде в Лондоне Дасаолу в беге на 100 метров не смог выйти в финал.
В 2013 Джеймс выиграл серебряную медаль чемпионата Европы в помещении. Также Дасаолу в 2013 году участвовал в беге на 100 метров на Чемпионате мира по легкой атлетике в Москве где он вышел в финал и занял 8 место. 
На чемпионате Европы 2014 года в Цюрихе Джеймс взял золотую медаль в беге на 100 метров с результатом 10,06.